# 貝爾蒙特 (緬因州)
貝爾蒙特（英語：Belmont）是一個位於美國緬因州瓦多縣的鎮。

## 人口
根據2020年美國人口普查的數據，貝爾蒙特的面積為36.75平方千米，當中陸地面積為35.25平方千米，而水域面積為1.50平方千米。當地共有人口976人，而人口密度為每平方千米27人。